# Škoda Octavia III
| Sterne im Euro-NCAP-Crashtest (2013) | Fünf Sterne im Euro-NCAP-Crashtest |

Der Škoda Octavia III ist die dritte Generation des PKW-Modells Škoda Octavia, die ab Februar 2013 bis 2020 gebaut wurde. Das Fahrzeug beruht auf dem modularen Querbaukasten (MQB) des VW-Konzerns und wurde Mitte Dezember 2012 im Škoda Muzeum vorgestellt. Es wurde ab dem 17. Dezember im Škoda-Werk Mladá Boleslav als Limousine und seit Anfang April 2013 als Kombi gebaut. Beim deutschen Kraftfahrtbundesamt ist das Modell Octavia als Fahrzeug der Kompaktklasse eingetragen. Die Motorpresse kategorisiert den Wagen aufgrund seiner Größe regelmäßig als Mittelklassewagen ein.

## Modellgeschichte
Das Fahrzeug ist durch die Verwendung hoch- und höchstfester Stähle um bis zu 102 kg leichter als sein Vorgänger. Dadurch beträgt die CO2-Emission der GreenLine-Ausstattungsvariante 89 g/km und der Kraftstoffverbrauch liegt bei 3,4 l Diesel pro 100 Kilometer. Das Kofferraumvolumen der Limousine beträgt 590 l, während der Kombi 610 l bietet. Das Preisniveau ist im Vergleich zum Vorgänger konstant geblieben. Die Mehrlenker-Hinterachse des Vorgängers wird bei den Motorisierungen bis 110 kW durch eine Verbundlenkerachse ersetzt.
Seit Mitte Februar 2013 war die Limousine verfügbar, während der Kombi (Combi genannt) am 25. Mai 2013 auf dem Markt kam.
- Heckansicht
- Škoda Octavia Combi (seit 2013)
- Interieur

Im Spätsommer 2013 folgten die Ausstattungsvarianten RS und der Scout, wobei der RS wieder mit Benzin- oder Dieselmotor bestellt werden kann.

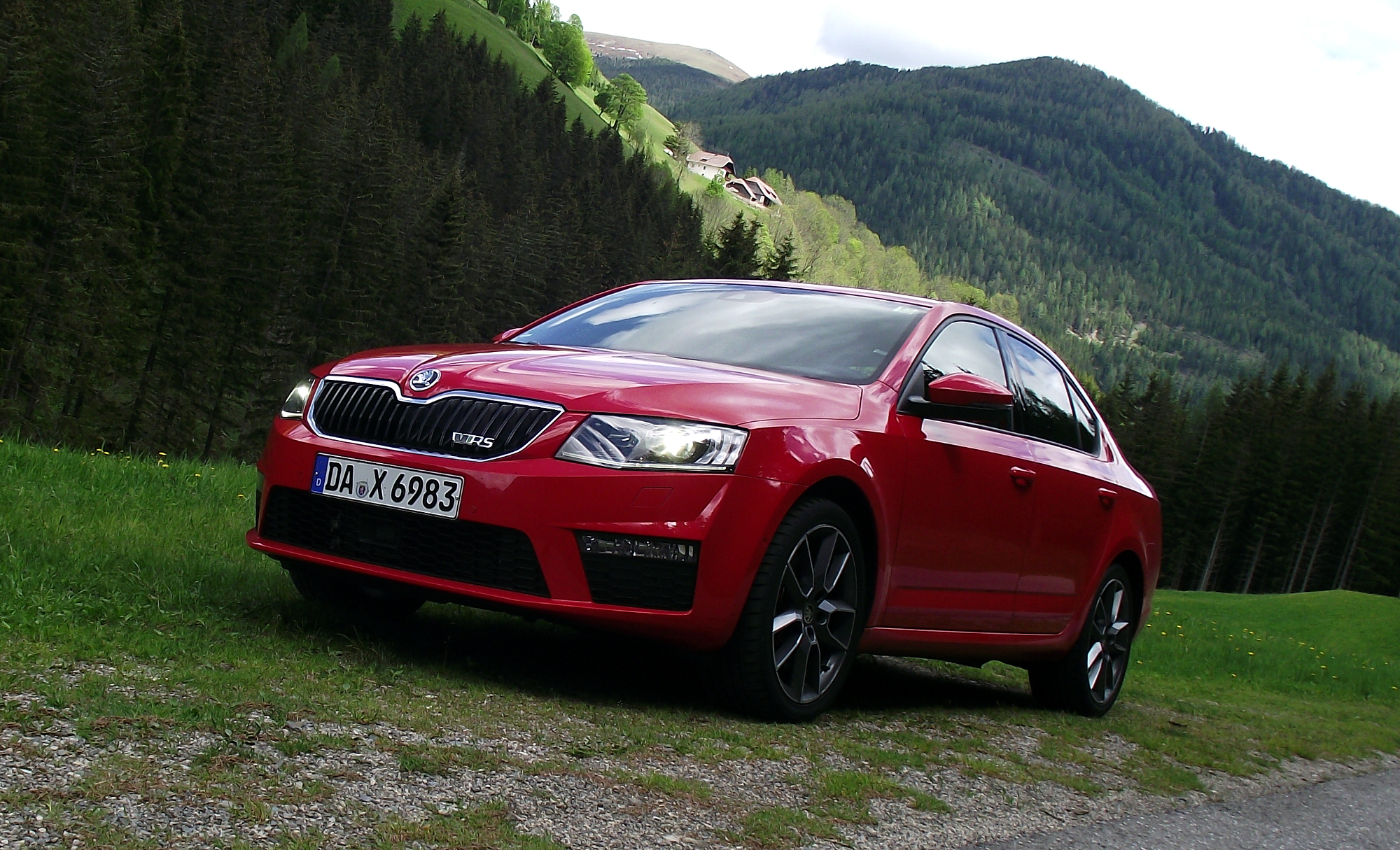
Škoda Octavia RS (2013–2017)

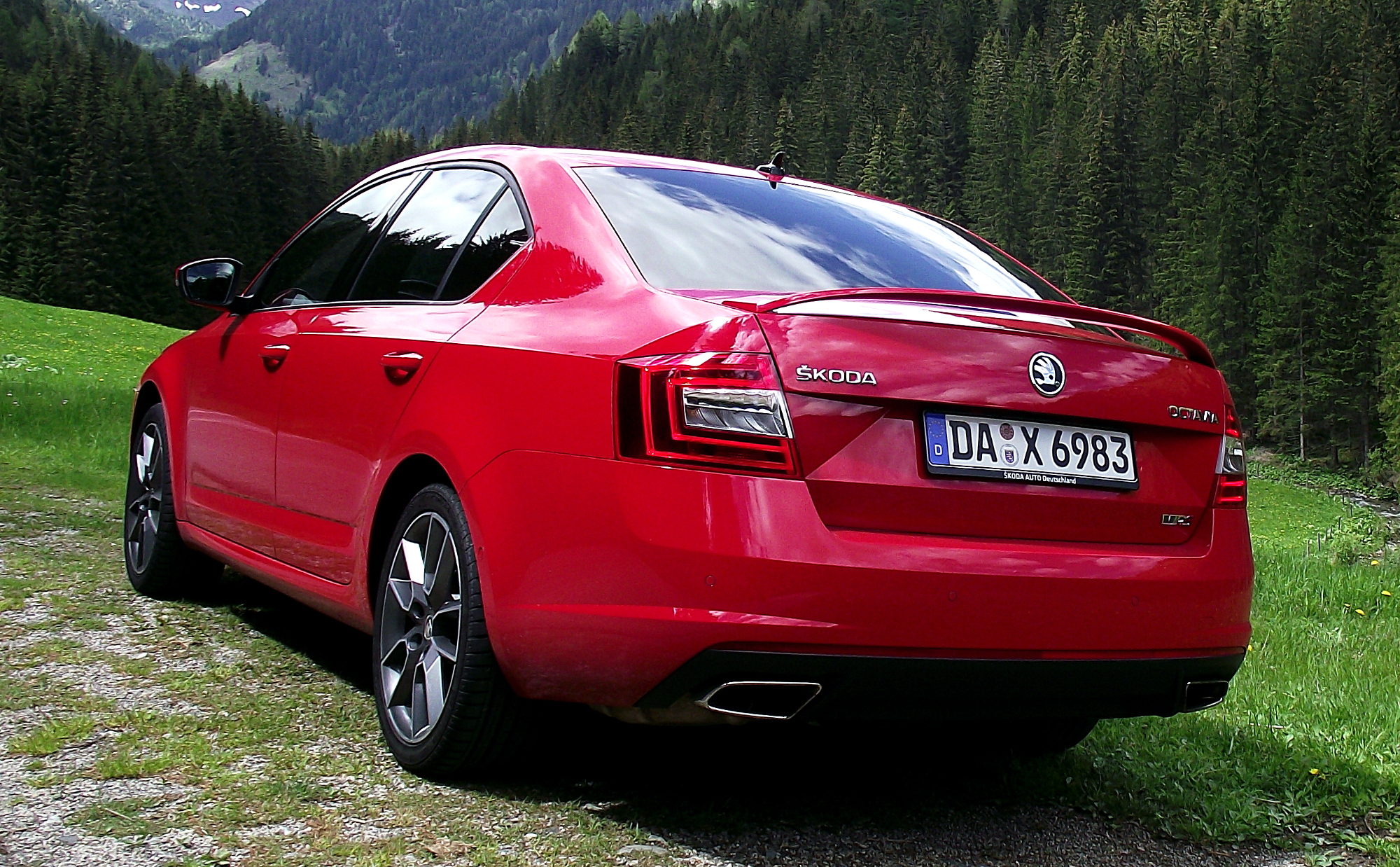
Heckansicht
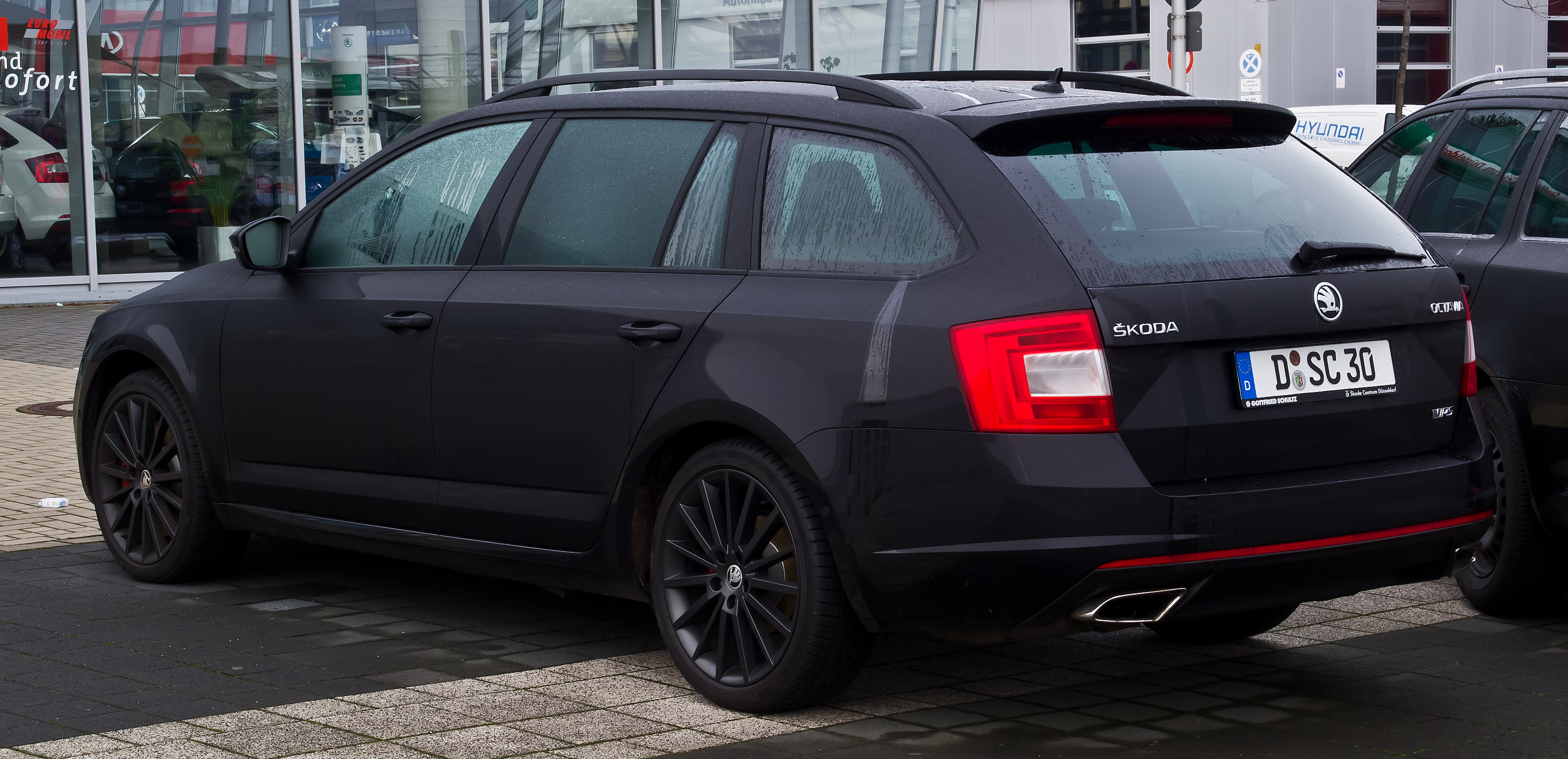
Škoda Octavia Combi RS
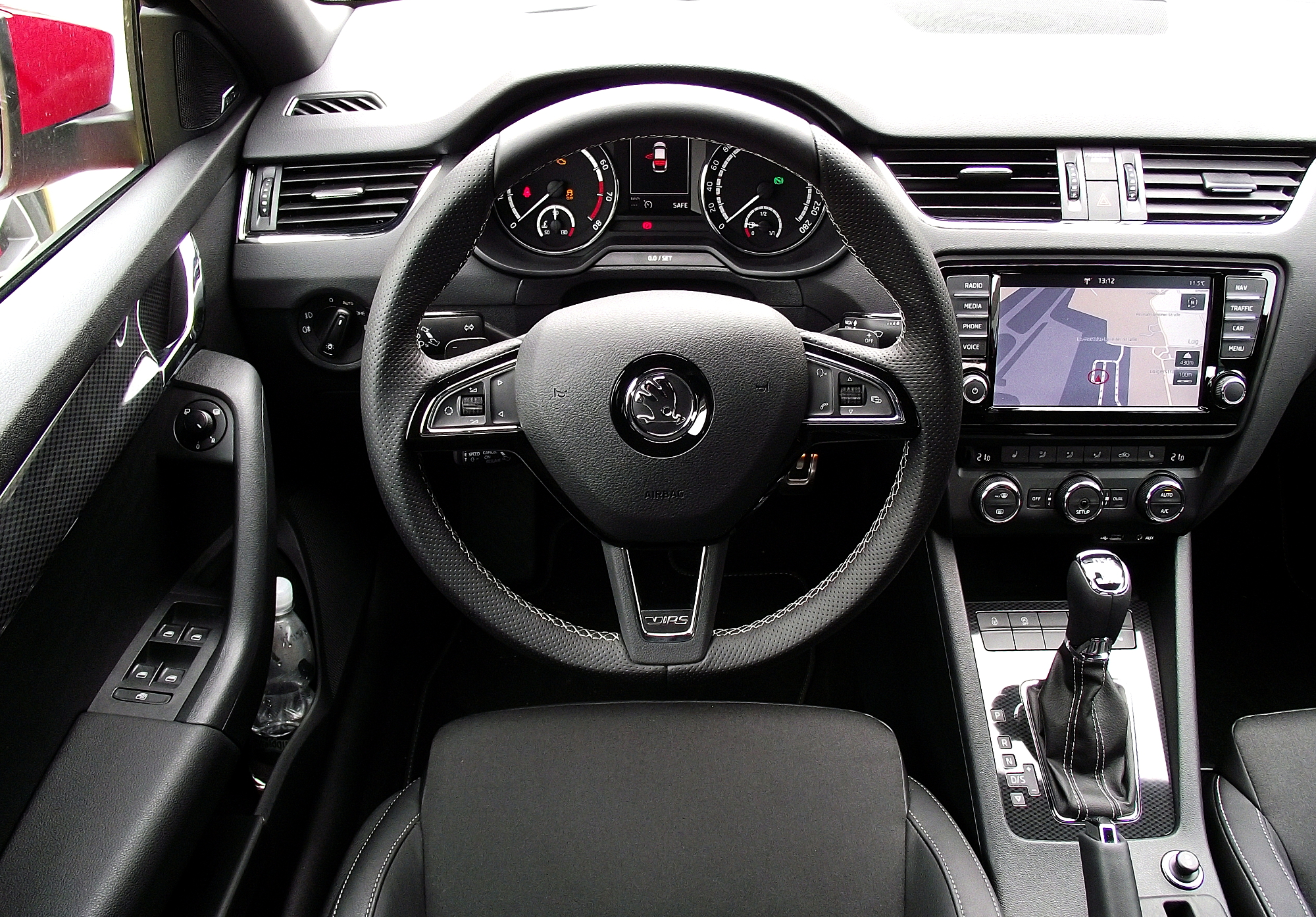
Cockpit
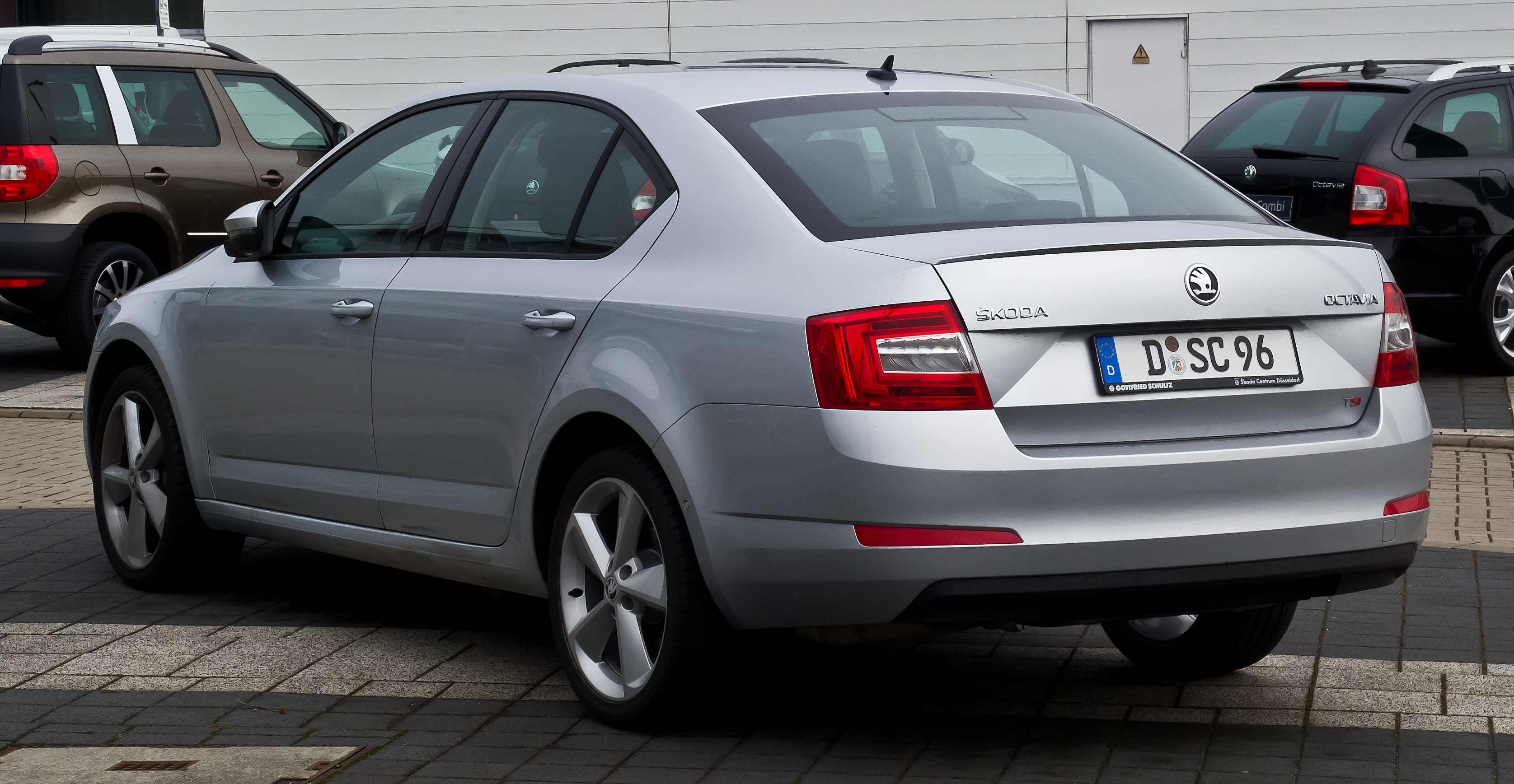
Heckansicht
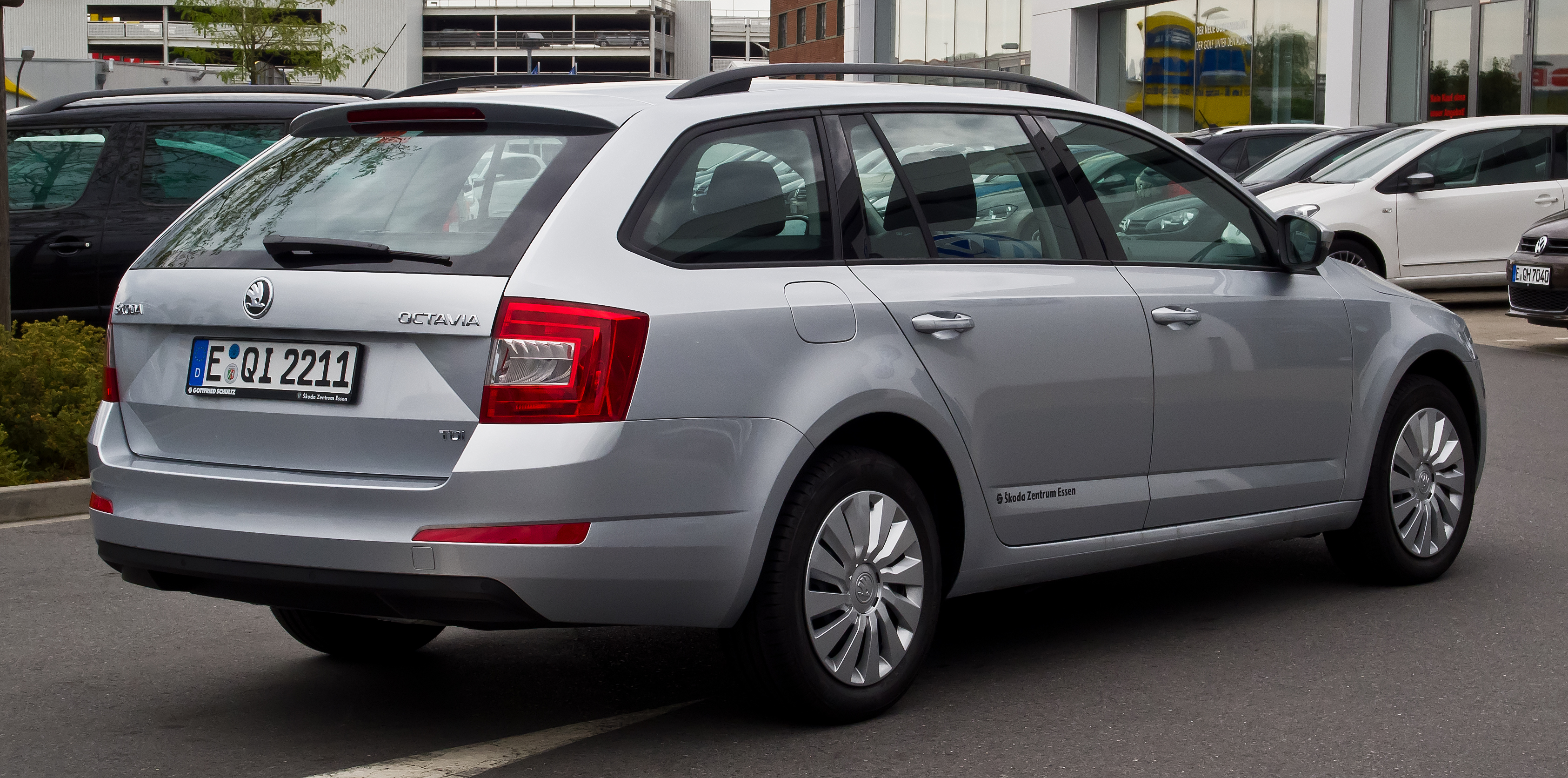
Škoda Octavia Combi RS
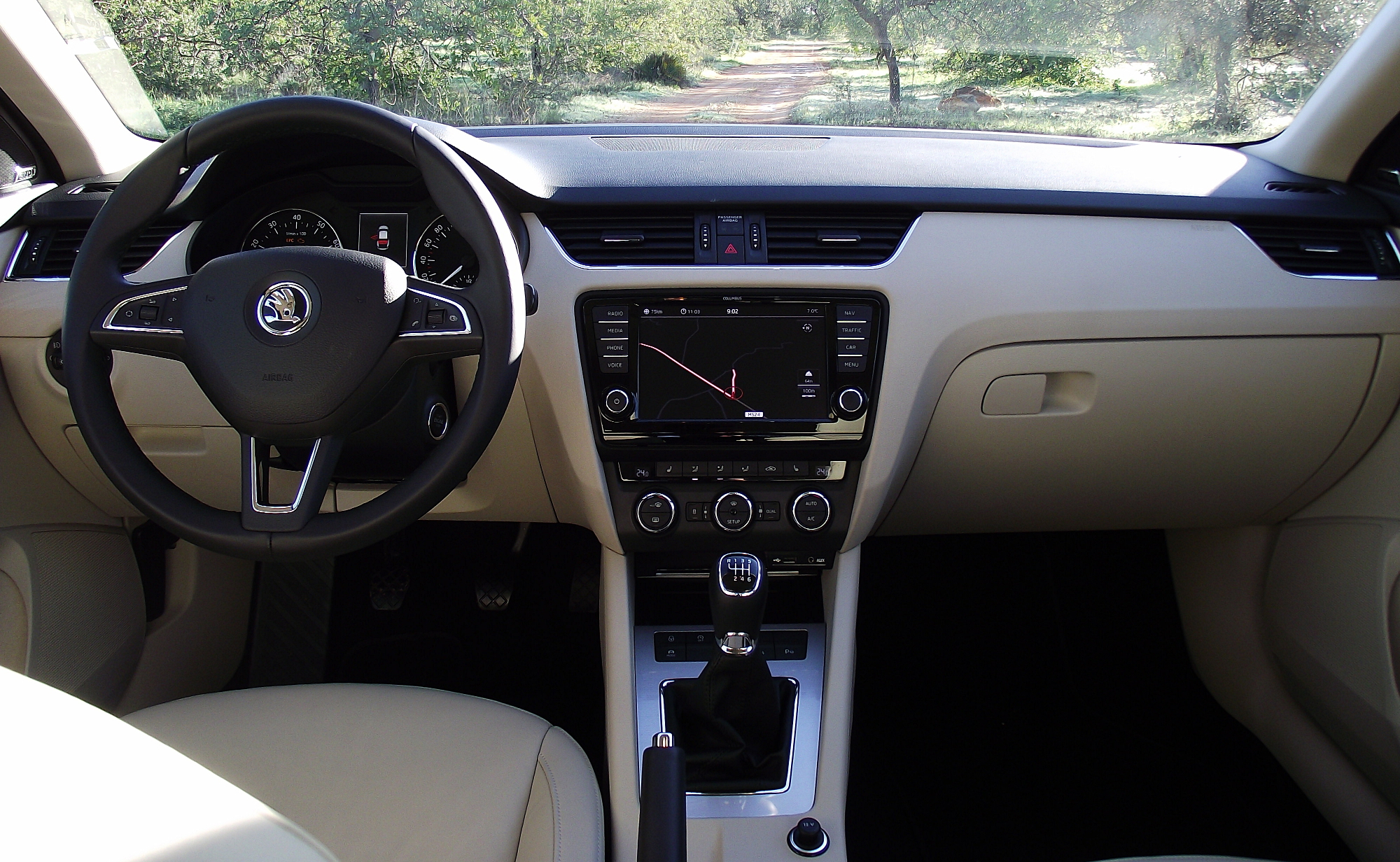
Interieur

- Cockpit

### Facelift

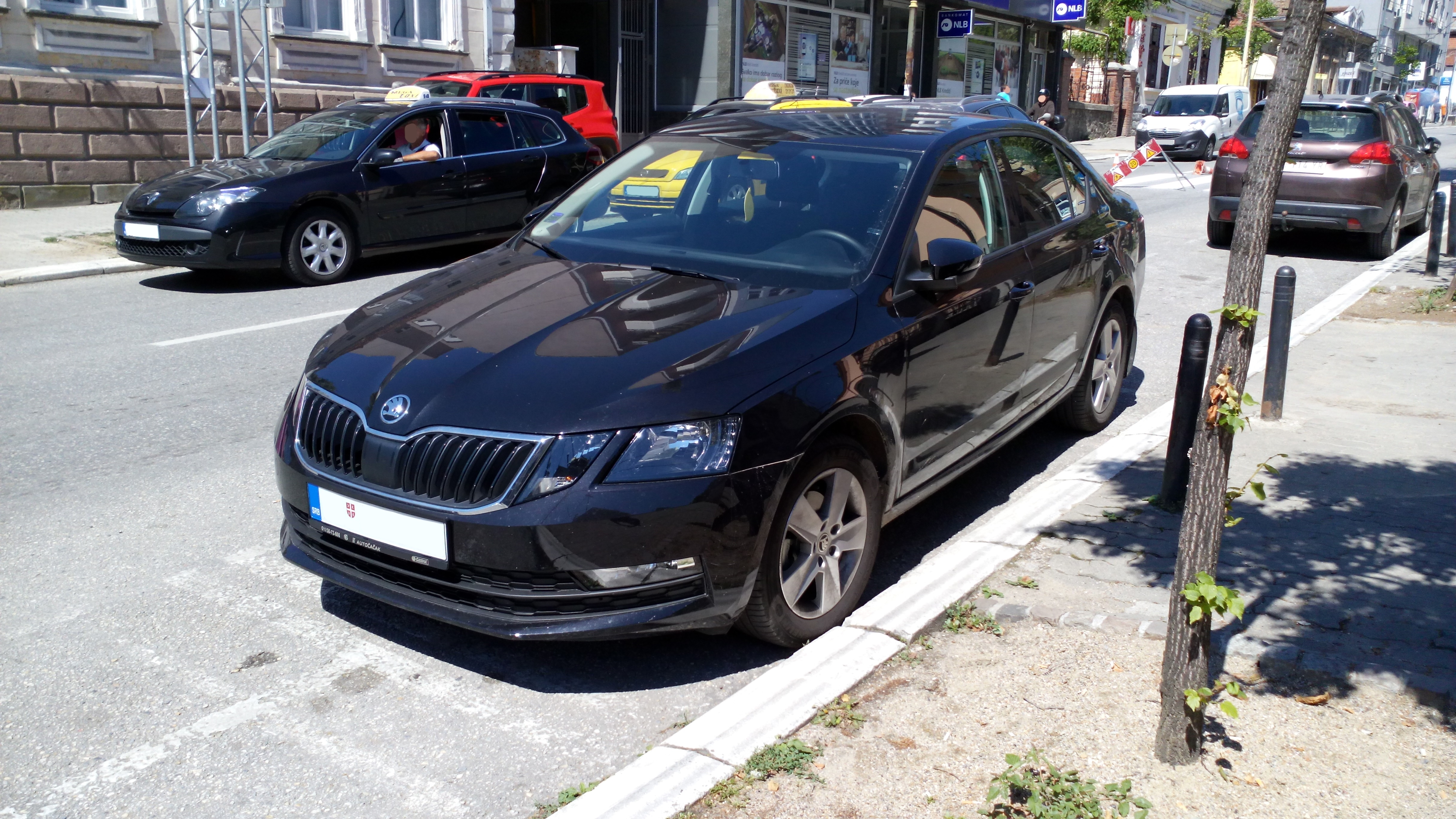
Škoda Octavia Facelift (2016–2019)
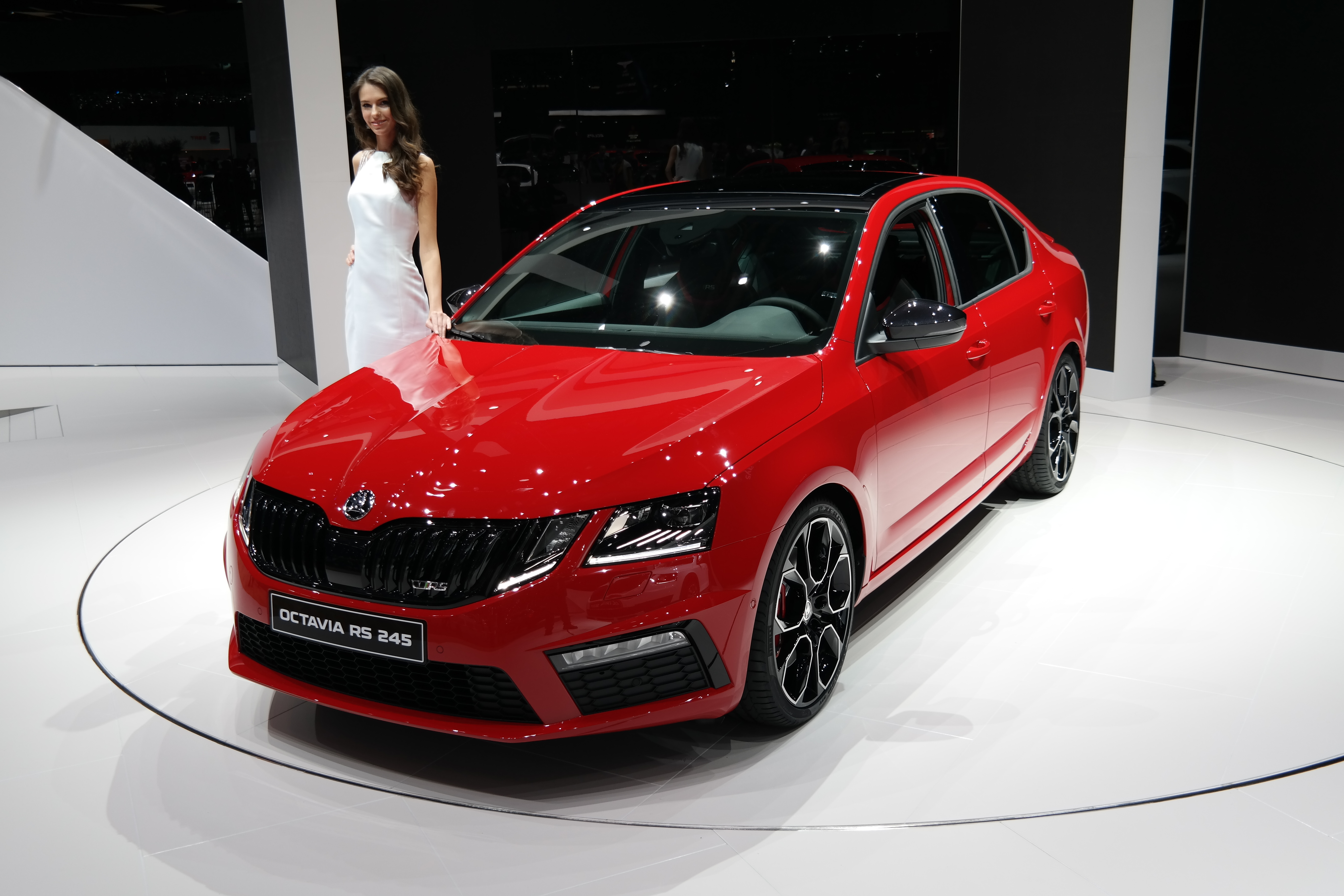
Octavia RS Facelift
Heckansicht Škoda Octavia Facelift (2016–2019)

Im November 2016 stellte Škoda das Facelift des Octavia vor. Dieses besitzt eine neue Frontpartie sowie geänderte Rückleuchten. Auffälligste Änderung sind die Frontscheinwerfer, welche zweigeteilt sind. In der Modellpflege sind die vom Škoda Kodiaq bekannten optionalen Onlinedienste Škoda Connect verfügbar.

## Technik und Sicherheit
Verschiedene Sicherheitssysteme sind serienmäßig bzw. als Extra gegen Aufpreis verfügbar. Dazu zählen Notbremsassistent, Spurerkennungssystem, Multikollisionsbremse sowie Müdigkeitserkennung. In EU-Ländern sind zudem serienmäßig Knieairbags und im Fond Seitenairbags eingebaut. Zu Beginn der Produktion wurde auch ein Fußgängerschutzsystem in der Motorhaube integriert, das Mitte 2013 wieder gestrichen wurde. Als direkte Folge reduzierte sich das Ergebnis beim Fußgängerschutz des Euro NCAP auf 24 Punkte oder 66 % (bis Mai 2013 30 Punkte/82 %).
Neben KESSY (Keyless-Entry-Start-and-Exit-System) sind erstmals in einem Škoda Komfortfunktionen wie Abstandsregeltempomat, Fernlichtassistent und Verkehrszeichenerkennung erhältlich. Ein Soundsystem von Canton sowie weiterentwickelte Multimedia-Systeme sind ebenso konfigurierbar.

## Außenlackierungen
Für den Octavia sind folgende Lackierungen lieferbar:
| Candy-Weiß                | Pazifik-Blau              | Corrida-Rot         | Laser-Weiß          |                    |                      |                  |
| Brilliant-Silber Metallic | Cappuccino-Beige Metallic | Quarz-Grau Metallic | Denim-Blau Metallic | Race-Blau Metallic | Topaz-Braun Metallic | Rio-Rot Metallic |
| Moon-Weiß Perleffekt      | Black-Magic Perleffekt    |                     |                     |                    |                      |                  |

Die Variante RS ist in folgenden Lackierungen lieferbar:
| Candy-Weiß                | Stahl-Grau             | Corrida-Rot        |                      |                  |
| Brilliant-Silber Metallic | Quarz-Grau Metallic    | Race-Blau Metallic | Rallye-Grün Metallic | Rio-Rot Metallic |
| Moon-Weiß Perleffekt      | Black-Magic Perleffekt |                    |                      |                  |

## Motoren
Für den Octavia standen anfangs vier TSI-Benzinmotoren sowie vier Common-Rail-Dieselmotoren zur Verfügung. Die Leistung der Ottomotoren betrug zur Markteinführung zwischen 86 PS (63 kW) bei 1,2 l Hubraum und 180 PS (132 kW) beim 1,8 l-TSI-Motor. Die Leistungsspanne der Dieselmotoren reichte von 90 PS (66 kW) bei 1,6 l Hubraum über 110 PS (81 kW) bei der GreenLine-Ausstattungsvariante bis zu 150 PS (110 kW) eines 2-l-Motors. Für alle Motoren wird eine Variante Green tec mit Start-Stopp-System und Rekuperation angeboten. Die Fahrzeuge können mit manuellem oder automatischem Direktschaltgetriebe (DSG) ausgestattet werden. Ebenso gab es Varianten mit Allradantrieb sowie eine Scout-, RS- und eine besonders luxuriöse Laurin & Klement-Ausstattung.
Die Benzinmotoren sollen um bis zu 23 Prozent weniger verbrauchen als die früheren, sie entstammen den Motoren-Baureihen EA211 (1.2 TSI, 1.4 TSI) und EA888 (1.8 TSI, 2.0 TSI) des VW-Konzerns, die auch im Audi A3 8V, Seat Leon III sowie VW Golf VII eingesetzt werden. Benzin- und Dieselmotoren wärmen sich durch eine veränderte Abgasführung schneller auf, was den Kraftstoffbedarf senken soll.

## Technische Daten

### Ottomotoren bis 1,5 l Hubraum
|                                            | 1.0 TSI                          | 1.2 TSI                          | 1.2 TSI                          | 1.2 TSI                          | 1.4 TSI G-TEC                    | 1.4 TSI                          | 1.4 TSI                          | 1.5 TSI ACT                      | 1.5 TSI G-Tec                    |
| ------------------------------------------ | -------------------------------- | -------------------------------- | -------------------------------- | -------------------------------- | -------------------------------- | -------------------------------- | -------------------------------- | -------------------------------- | -------------------------------- |
| Bauzeitraum                                | seit 06/2016                     | 12/2012–05/2018                  | 12/2012–05/2015                  | 05/2015–06/2016                  | 03/2015–05/2018                  | 12/2012–05/2015                  | 05/2015–08/2017                  | seit 08/2017                     | seit 01/2019                     |
| Motorart                                   | Ottomotor                        | Ottomotor                        | Ottomotor                        | Ottomotor                        | Ottomotor                        | Ottomotor                        | Ottomotor                        | Ottomotor                        | Ottomotor                        |
| Motortyp                                   | Reihenbauart, Direkteinspritzung | Reihenbauart, Direkteinspritzung | Reihenbauart, Direkteinspritzung | Reihenbauart, Direkteinspritzung | Reihenbauart, Direkteinspritzung | Reihenbauart, Direkteinspritzung | Reihenbauart, Direkteinspritzung | Reihenbauart, Direkteinspritzung | Reihenbauart, Direkteinspritzung |
| Motorkennbuchstaben                        | CHZD                             | CJZB                             | CJZA                             | CYVB                             | CPWA                             | CHPA                             | CHPB, CZDA                       | DADA                             |                                  |
| Motorbaureihe                              | VW EA211                         | VW EA211                         | VW EA211                         | VW EA211                         | VW EA211                         | VW EA211                         | VW EA211                         | VW EA211 evo                     | VW EA211 evo                     |
| Motoraufladung                             | Turbolader                       | Turbolader                       | Turbolader                       | Turbolader                       | Turbolader                       | Turbolader                       | Turbolader                       | Turbolader                       | Turbolader                       |
| Zylinder/Ventile                           | 3/12                             | 4/16                             | 4/16                             | 4/16                             | 4/16                             | 4/16                             | 4/16                             | 4/16                             | 4/16                             |
| Hubraum                                    | 999 cm³                          | 1197 cm³                         | 1197 cm³                         | 1197 cm³                         | 1395 cm³                         | 1395 cm³                         | 1395 cm³                         | 1498 cm³                         | 1498 cm³                         |
| Max. Leistung bei min−1                    | 85 kW (115 PS)/5000–5500         | 63 kW (86 PS)/4300–5300          | 77 kW (105 PS)/4500–5500         | 81 kW (110 PS)/4600–5600         | 81 kW (110 PS)/4800–6000         | 103 kW (140 PS)/4500–6000        | 110 kW (150 PS)/5000–6000        | 110 kW (150 PS)/5000–6000        | 96 kW (130 PS)/4800              |
| Max. Drehmoment bei min−1                  | 200 Nm/2000–3500                 | 160 Nm/1400–3500                 | 175 Nm/1400–4000                 | 175 Nm/1400–4000                 | 200 Nm/1500–3500                 | 250 Nm/1500–3500                 | 250 Nm/1500–3500                 | 250 Nm/1500–3500                 | 200 Nm/1400–4000                 |
| Antriebsart, serienmäßig                   | Vorderradantrieb                 | Vorderradantrieb                 | Vorderradantrieb                 | Vorderradantrieb                 | Vorderradantrieb                 | Vorderradantrieb                 | Vorderradantrieb                 | Vorderradantrieb                 | Vorderradantrieb                 |
| Getriebeart, serienmäßig                   | 6-Gang-Schaltgetriebe            | 5-Gang-Schaltgetriebe            | 6-Gang-Schaltgetriebe            | 6-Gang-Schaltgetriebe            | 6-Gang-Schaltgetriebe            | 6-Gang-Schaltgetriebe            | 6-Gang-Schaltgetriebe            | 6-Gang-Schaltgetriebe            | 7-Gang-DSG                       |
| Getriebeart, optional                      | 7-Gang-DSG                       | –                                | –                                | 7-Gang-DSG                       | 7-Gang-DSG                       | 7-Gang-DSG                       | 7-Gang-DSG                       | 7-Gang-DSG                       | -                                |
| Beschleunigung, 0–100 km/h                 | 9,9–10,3 s                       | 12,0–12,2 s                      | 10,3–10,5 s [10,5–10,6] s        | 10,3–10,5 s [10,5–10,6] s        | 10,9–11,0 s                      | 8,4–8,5 [8,5–8,6] s              | 8,4–8,5 [8,5–8,6] s              | 8,2–8,4 [8,3–8,4] s              | 10,0 s                           |
| Höchstgeschwindigkeit                      | 198–205 km/h                     | 178–181 km/h                     | 193–196 km/h                     | 193–196 km/h                     | 193–195 km/h                     | 212–215 km/h                     | 212–215 [212–215] km/h           | 214–223 km/h                     | 202 km/h                         |
| Kraftstoffverbrauch auf 100 km, kombiniert | 4,5–4,9 [4,6–4,8] l Super        | 5,2–5,3 l Super                  | 4,9–5,1 [5,0] l Super            | 4,8–5,0 [4,8–4,9] l Super        | 5,4 l Super 3,5 kg CNG           | 5,3 [5,0] l Super                | 5,1–5,2 [4,8–5,1] l Super        | 4,9–5,1 [5,0–5,1] l Super        | 3,5 kg CNG                       |
| CO2-Emission, kombiniert                   | 104–112 [105–108] g/km           | 119–122 g/km                     | 114–117 [115] g/km               | 113–116 [112–114] g/km           | 97–127 g/km                      | 121 [116] g/km                   | 117–121 [111–117] g/km           | 111–115 [113–116] g/km           | 96 g/km                          |

### Ottomotoren ab 1,8 l Hubraum
|                                            | 1.8 TSI                          | 1.8 TSI 4×4                      | 2.0 TSI                          | 2.0 TSI 4x4                      | 2.0 TSI (RS)                     | 2.0 TSI (RS)                     | 2.0 TSI (RS)                     |
| ------------------------------------------ | -------------------------------- | -------------------------------- | -------------------------------- | -------------------------------- | -------------------------------- | -------------------------------- | -------------------------------- |
| Bauzeitraum                                | 12/2012–05/2018                  | 07/2013–05/2018                  | seit 09/2018                     | seit 11/2018                     | 07/2013–02/2017                  | 09/2015–05/2018                  | seit 06/2017                     |
| Motorart                                   | Ottomotor                        | Ottomotor                        | Ottomotor                        | Ottomotor                        | Ottomotor                        | Ottomotor                        | Ottomotor                        |
| Motortyp                                   | Reihenbauart, Direkteinspritzung | Reihenbauart, Direkteinspritzung | Reihenbauart, Direkteinspritzung | Reihenbauart, Direkteinspritzung | Reihenbauart, Direkteinspritzung | Reihenbauart, Direkteinspritzung | Reihenbauart, Direkteinspritzung |
| Motorkennbuchstaben                        | CJSA                             | CJSB                             | DKZA                             | DKZA                             | CHHB                             | CHHA                             | DLBA                             |
| Motorbaureihe                              | VW EA888                         | VW EA888                         | VW EA888                         | VW EA888                         | VW EA888                         | VW EA888                         | VW EA888                         |
| Motoraufladung                             | Turbolader                       | Turbolader                       | Turbolader                       | Turbolader                       | Turbolader                       | Turbolader                       | Turbolader                       |
| Zylinder/Ventile                           | 4/16                             | 4/16                             | 4/16                             | 4/16                             | 4/16                             | 4/16                             | 4/16                             |
| Hubraum                                    | 1798 cm³                         | 1798 cm³                         | 1984 cm³                         | 1984 cm³                         | 1984 cm³                         | 1984 cm³                         | 1984 cm³                         |
| Max. Leistung bei min−1                    | 132 kW (180 PS)/5100–6200        | 132 kW (180 PS)/4500–6200        | 140 kW (190 PS)/4200–6000        | 140 kW (190 PS)/4200–6000        | 162 kW (220 PS)/4500–6200        | 169 kW (230 PS)/4700–6200        | 180 kW (245 PS)/4700–6200        |
| Max. Drehmoment bei min−1                  | 250 Nm/1250–5000                 | 280 Nm/1350–4500                 | 320 Nm/1500–4100                 | 320 Nm/1500–4100                 | 350 Nm/1500–4400                 | 350 Nm/1500–4600                 | 370 Nm/1600–4300                 |
| Antriebsart, serienmäßig                   | Vorderradantrieb                 | Allradantrieb                    | Vorderradantrieb                 | Allradantrieb                    | Vorderradantrieb                 | Vorderradantrieb                 | Vorderradantrieb                 |
| Getriebeart, serienmäßig                   | 6-Gang-Schaltgetriebe            | 6-Gang-DSG                       | 7-Gang-DSG                       | 7-Gang-DSG                       | 6-Gang-Schaltgetriebe            | 6-Gang-Schaltgetriebe            | 6-Gang-Schaltgetriebe            |
| Getriebeart, optional                      | 7-Gang-DSG                       | –                                | –                                | –                                | 6-Gang-DSG                       | 6-Gang-DSG                       | 7-Gang-DSG                       |
| Beschleunigung, 0–100 km/h                 | 7,3–7,4 [7,4–7,5] s              | 7,4–7,5 s                        | 7,3–7,4 s                        | 6,7–6,8 s                        | 6,8–6,9 [6,9–7,1] s              | 6,7–6,8 [6,8–7,0] s              | 6,6–6,7 s                        |
| Höchstgeschwindigkeit                      | 229–231 km/h                     | 227–229 km/h                     | 230–236 km/h                     | 226–232 km/h                     | 242–248 km/h                     | 245–250 km/h                     | 246–250 [244] km/h               |
| Kraftstoffverbrauch auf 100 km, kombiniert | 6,1 [5,7–6,7] l Super            | 6,4–6,6 l Super                  | 5,9–6,1 l Super                  | 6,5–6,6 l Super                  | 6,2–6,3 [6,4–6,5] l Super        | 6,2 [6,4] l Super                | 6,5–6,9 [6,2–6,6] l Super        |
| CO2-Emission, kombiniert                   | 141 [128–156] g/km               | 153–154 g/km                     | 133–139 g/km                     | 148–150 g/km                     | 142–143 [146–147] g/km           | 142 [149] g/km                   | 149–156 [142–144] g/km           |

Werte in [ ] gelten in Verbindung mit DSG.

### Dieselmotoren
|                                            | 1.6 TDI                                | 1.6 TDI                                | 1.6 TDI                                | 1.6 TDI (GreenLine)                    | 1.6 TDI                                | 2.0 TDI                                           | 2.0 TDI 5                              |
| ------------------------------------------ | -------------------------------------- | -------------------------------------- | -------------------------------------- | -------------------------------------- | -------------------------------------- | ------------------------------------------------- | -------------------------------------- |
| Bauzeitraum                                | 05/2013–05/2018                        | 12/2012–05/2015                        | 05/2015–12/2016                        | 01/2014–05/2016                        | seit 01/2017                           | seit 12/2012                                      | seit 07/2013                           |
| Motorart                                   | Dieselmotor                            | Dieselmotor                            | Dieselmotor                            | Dieselmotor                            | Dieselmotor                            | Dieselmotor                                       | Dieselmotor                            |
| Motortyp                                   | Reihenbauart, Common-Rail-Einspritzung | Reihenbauart, Common-Rail-Einspritzung | Reihenbauart, Common-Rail-Einspritzung | Reihenbauart, Common-Rail-Einspritzung | Reihenbauart, Common-Rail-Einspritzung | Reihenbauart, Common-Rail-Einspritzung            | Reihenbauart, Common-Rail-Einspritzung |
| Motorkennbuchstaben                        | CLHB                                   | CLHA                                   | DBKA, CXXB                             | CRKB, DBKA                             | DDYA                                   | CKFC, CRMB                                        | CUPA, CUNA 5, DJGA                     |
| Motorbaureihe                              | VW EA288                               | VW EA288                               | VW EA288                               | VW EA288                               | VW EA288                               | VW EA288                                          | VW EA288                               |
| Motoraufladung                             | Turbolader                             | Turbolader                             | Turbolader                             | Turbolader                             | Turbolader                             | Turbolader                                        | Turbolader                             |
| Zylinder/Ventile                           | 4/16                                   | 4/16                                   | 4/16                                   | 4/16                                   | 4/16                                   | 4/16                                              | 4/16                                   |
| Hubraum                                    | 1598 cm³                               | 1598 cm³                               | 1598 cm³                               | 1598 cm³                               | 1598 cm³                               | 1968 cm³                                          | 1968 cm³                               |
| Max. Leistung bei min−1                    | 66 kW (90 PS)/2750–4800                | 77 kW (105 PS)/3000–4000               | 81 kW (110 PS)/3250–4000               | 81 kW (110 PS)/3250–4000               | 85 kW (115 PS)/3250–4000               | 110 kW (150 PS)/3500–4000                         | 135 kW (184 PS)/3500–4000              |
| Max. Drehmoment bei min−1                  | 230 Nm/1400–2700                       | 250 Nm/1500–2750                       | 250 Nm/1500–2750                       | 250 Nm/1500–3000                       | 250 Nm/1500–3200                       | 320 Nm/1750–3000 340 Nm/1750–3000 7               | 380 Nm/1750–3000 380 Nm/1750–3250 8    |
| Antriebsart, serienmäßig                   | Vorderradantrieb                       | Vorderradantrieb                       | Vorderradantrieb                       | Vorderradantrieb                       | Vorderradantrieb                       | Vorderradantrieb                                  | Vorderradantrieb                       |
| Antriebsart, optional                      | –                                      | Allradantrieb                          | Allradantrieb                          | –                                      | –                                      | Allradantrieb                                     | Allradantrieb 6                        |
| Getriebeart, serienmäßig                   | 5-Gang-Schaltgetriebe                  | 5-Gang-Schaltgetriebe                  | 5-Gang-Schaltgetriebe                  | 6-Gang-Schaltgetriebe                  | 5-Gang-Schaltgetriebe                  | 6-Gang-Schaltgetriebe                             | 6-Gang-Schaltgetriebe                  |
| Getriebeart, optional                      | –                                      | 7-Gang-DSG / 6-Gang-Schaltgetriebe 4   | 7-Gang-DSG / 6-Gang-Schaltgetriebe 4   | –                                      | 7-Gang-DSG                             | 6-Gang-DSG / 7-Gang-DSG / 6-Gang-Schaltgetriebe 4 | 6-Gang-DSG 6 / 7-Gang-DSG              |
| Beschleunigung, 0–100 km/h                 | 12,2–12,3 s                            | 10,8–11,7 [10,9–11,1] s                | 10,8–11,0 [10,9–11,1] s                | 10,6 s                                 | 10,1–10,4 [10,2–10,5] s                | 8,5–8,7 [8,6–9,1] s                               | 7,9–8,0 [7,1–8,0] s                    |
| Höchstgeschwindigkeit                      | 183–186 km/h                           | 188–194 km/h                           | 191–195 [191–195] km/h                 | 206 km/h                               | 198–205 [198–204] km/h                 | 208–218 km/h                                      | 215–232 km/h                           |
| Kraftstoffverbrauch auf 100 km, kombiniert | 4,1 l Diesel                           | 3,8–4,5 [3,9–4,0] l Diesel             | 3,8–3,9 [3,7–3,9] l Diesel             | 3,2–3,5 l Diesel                       | 4,0–4,2 [3,9–4,0] l Diesel             | 4,1–4,9 [4,2–5,0] l Diesel                        | 4,5–4,6 [5,0–5,1] l Diesel             |
| CO2-Emission, kombiniert                   | 109 g/km                               | 99–119 [102–104] g/km                  | 98–101 [98–102] g/km                   | 85–90 g/km                             | 105–109 [102–106] g/km                 | 106–124 [110–131] g/km                            | 119 [129–132] g/km                     |

Werte in [ ] gelten in Verbindung mit DSG.

## Produktionszahlen Škoda Octavia III
Gesamtproduktion Fahrzeuge von 2012 bis 2020 Octavia III.
Von 2012 bis 2013 Parallelfertigung Octavia II und Octavia III.
| Jahr        | 2012        | 2013        | 2014    | 2015    | 2016    | 2017    | 2018    | 2019    | 2020        | Summe         |
| ----------- | ----------- | ----------- | ------- | ------- | ------- | ------- | ------- | ------- | ----------- | ------------- |
| Octavia II  | ca. 406.000 | ca. 100.000 |         |         |         |         |         |         |             |               |
| Octavia III | ca. 300     | ca. 256.500 | 397.433 | 425.629 | 445.415 | 420.802 | 400.210 | 358.356 | ca. 144.000 | ca. 2.849.000 |
| Summe       | 406.360     | 356.471     | 397.433 | 425.629 | 445.415 | 420.802 | 400.210 | 358.356 | 233.902     |               |